# NGC 5172
NGC 5172 في الفهرس العام الجديد، هي مجرة، تقع في كوكبة الهلبة. اكتشفت في 7 مايو 1826 بواسطة جون هيرشل.

## روابط خارجية
- NGC 5172 على موقع ويكي سكاي: DSS2, SDSS, GALEX, IRAS, Hydrogen α, X-Ray, Astrophoto, Sky Map, Articles and images